# Friedrich Trendelenburg (Mediziner, 1844)

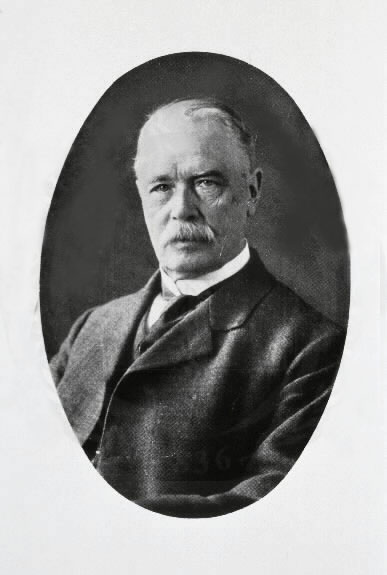
Friedrich Trendelenburg, vor 1910

Friedrich Trendelenburg (* 24. Mai 1844 in Berlin; † 15. Dezember 1924 in Berlin-Nikolassee) war ein deutscher Chirurg und Hochschullehrer.

## Familie
Friedrich Trendelenburg – Sohn einer Lehrerin und des Philosophieprofessors Friedrich Adolf Trendelenburg – hatte mit seiner Frau Charlotte geborene Fabricius (1853–1932) zwei Töchter und sechs Söhne, darunter den Physiologen Wilhelm Trendelenburg, den Ministerialdirektor im Preußischen Kultusministerium Friedrich Adolf Albrecht Trendelenburg, den Juristen Ernst Trendelenburg, den Pharmakologen Paul Trendelenburg und den Physiker Ferdinand Trendelenburg. Sein Schwiegersohn war der Rechtswissenschaftler Carl Sartorius.

## Leben
Friedrich Trendelenburg, der bis zu seinem zehnten Lebensjahr von den Eltern Unterricht erhielt, studierte nach dem Abitur Medizin in Schottland bei Allen Thomson und Joseph Lister an der University of Glasgow und der University of Edinburgh bis 1863. Sein Studium beendete er an der Friedrich-Wilhelms-Universität zu Berlin, wo er 1866 mit einer Dissertation über die Nasenplastik im vorchristlichen Indien zum Dr. med. promoviert wurde. Noch im selben Jahr nahm er als Militärarzt am Deutschen Krieg teil.
Von 1868 bis 1874 arbeitete er als Assistent bei Generalarzt Bernhard von Langenbeck an der Charité in der Ziegelstraße. Während seiner Assistentenzeit zog er 1870 in den Deutsch-Französischen Krieg. Anlässlich der Eröffnung des Städtischen Krankenhauses am Friedrichshain. 1871 habilitierte er sich mit der Arbeit Chirurgiae Militaris Principiis und war danach Privatdozent in Berlin. 1874 erhielt er die Berufung zum Ärztlichen Direktor und zum Leiter der Chirurgischen Abteilung. Er führte die Antisepsis nach Joseph Lister in seine Klinik ein und rückte damit das Krankenhaus Friedrichshain in den Mittelpunkt des medizinischen Interesses.
Im Jahr 1875 folgte er einem Ruf an die Universität Rostock als ordentlicher Professor und Nachfolger von Franz König. 1882 wechselte er in gleicher Funktion an die Rheinische Friedrich-Wilhelms-Universität Bonn. Dort baute er in der Chirurgischen Klinik im gleichen Jahr den ersten Dampfsterilisator, ließ ihn dort einbauen und führte damit die Dampfsterilisation ein.
1895 wurde er an der Universität Leipzig der Nachfolger von Carl Thiersch. Von 1897/98 und 1906/07 war er Dekan der Medizinischen Fakultät. Er war zudem Direktor der Chirurgischen Universitätsklinik und Oberarzt am Städtischen Krankenhaus St. Jakob.
Trendelenburg war auch ein Pionier der Atemwegsicherung durch endotracheale Intubation (1869 führte er gelegentlich einer Mundhöhlenoperation mittels einer Tracheotomie erstmals die endotracheale Narkose am Menschen durch, wobei er bereits eine aufblasbare Manschette am Tubus zur Vermeidung der Aspiration von Blut verwendete). Er war der letzte Leibarzt des sächsischen Königs Friedrich August III. und bekleidete in der Sächsischen Armee den Dienstgrad als Generalarzt mit dem persönlichen Rang als Generalmajor.

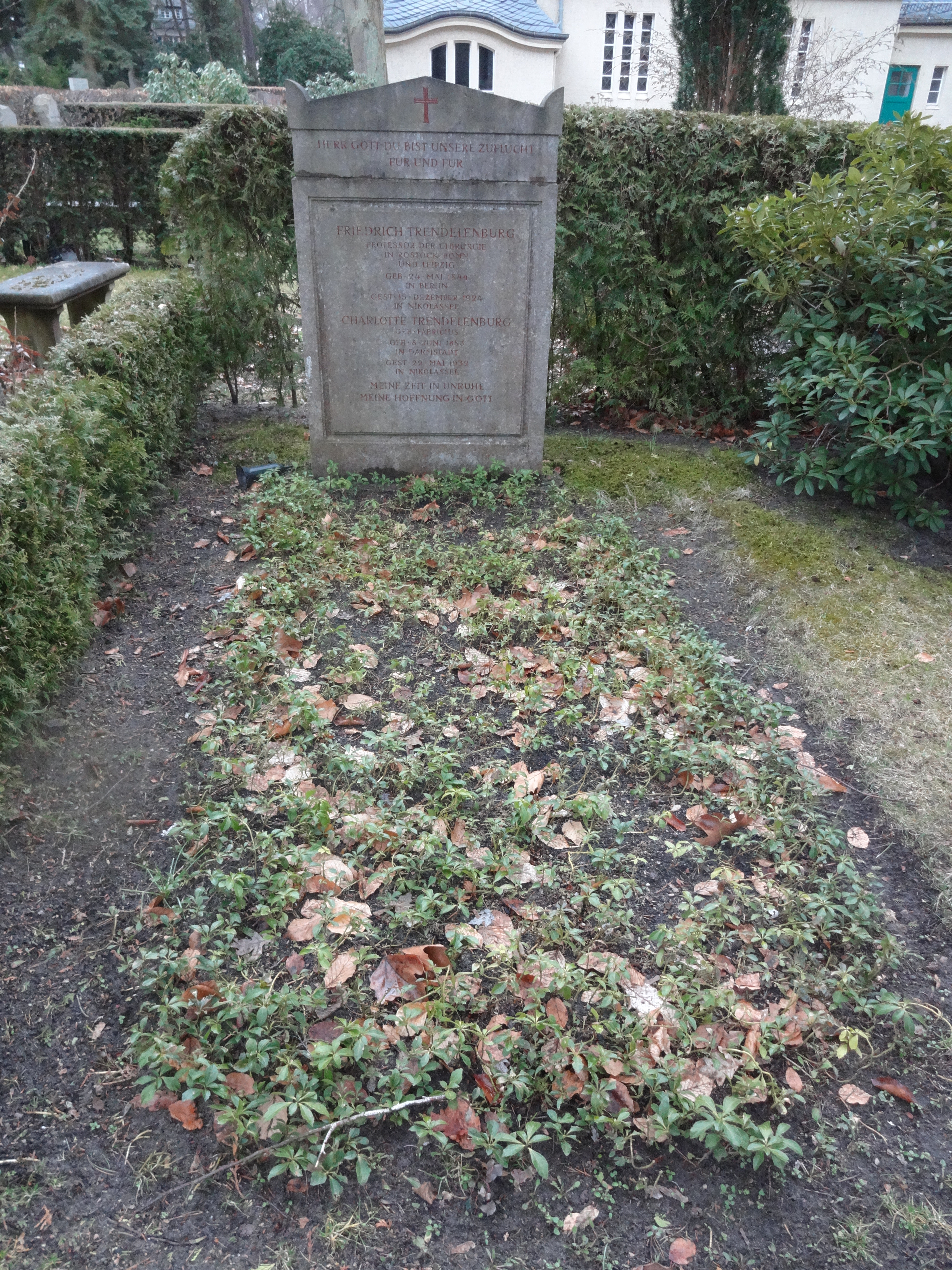
Grabstätte

1906 wurde er von der American Medical Association in die USA eingeladen. Als Emeritus kehrte Friedrich Trendelenburg 1911 nach Berlin zurück. Er lebte in der Libellenstraße 4 in Nikolassee. Er starb 1924. Sein Grab auf dem Evangelischen Kirchhof Nikolassee (Zehlendorf) war von 1990 bis 2014 als Ehrengrab gewidmet. Die Grabstätte befindet sich in der Abt. A, Fam.-St. 45.
Der Chirurg Werner Wachsmuth zählte Trendelenburg wie Werner Körte, Anton von Eiselsberg, Eugen Enderlen, Erich Lexer und als letzten Fritz König (1866–1952) zu den Vertretern einer großen Chirurgengeneration. Die Erinnerungen seines Leipziger Schülers Arthur Läwen, des letzten, den er habilitierte, zeichnen voller Respekt das Bild eines konservativen Mannes. Dazu gehört sein Interesse für die Geschichte: „Überhaupt war Trendelenburg außerordentlich historisch eingestellt. Mit Vorliebe zeigte er den Studenten alte Lehrbücher der Chirurgie mit ihren Abbildungen.“ 
Dazu gehört der Klinikalltag: „Der ganze ärztliche Betrieb auf den beiden Hauptabteilungen des Krankenhauses hatte etwas streng Dienstliches, ja Militärisches an sich.“ 
Dazu gehört der Satz aus seiner Abschiedsrede vor den Leipziger Studenten 1911, er hoffe, „seine Studenten in der Wundbehandlung so erzogen zu haben, daß sie dem Vaterlande in Stunden der Gefahr tüchtige Kriegsärzte sein würden“. Dazu gehört, wie der Enkel Ullrich Trendelenburg meint, dass alle sechs Söhne studierten, aber keine der drei Töchter.

## Deonyme
- Trendelenburg-Lagerung (1880)
- Trendelenburg-Test (1891)
- Trendelenburg-Operation bei Krampfaderleiden (1891)
- Trendelenburg-Zeichen (1895)
- Trendelenburg-Operation bei Lungenarterienembolie (1908).
- Trendelenburg-Operation zur Korrektur der Blasenekstrophie.[15]

## Ehrungen
Unvollständige Liste
- Gründungsmitglied, Vorsitzender (1898) und Ehrenmitglied (1912) der Deutschen Gesellschaft für Chirurgie[16]
- Wahl in die Deutsche Akademie der Naturforscher Leopoldina (1884)
- Ehrendoktor der University of Aberdeen
- Geheimer Medizinalrat

## Schüler
- Georg Perthes
- Max Wilms
- Oskar Witzel
- Wilhelm von Gaza

## Bücher
- Verletzungen und chirurgische Krankheiten des Gesichts. Stuttgart 1913.
- Geschichte der Familie Trendelenburg für Kinder und Enkel. Halle (Saale) 1921.
- Die ersten 25 Jahre der Deutschen Gesellschaft für Chirurgie. Ein Beitrag zur Geschichte der Chirurgie. Berlin 1923.
- Aus heiteren Jugendtagen. Berlin 1924.